# Geldkarte

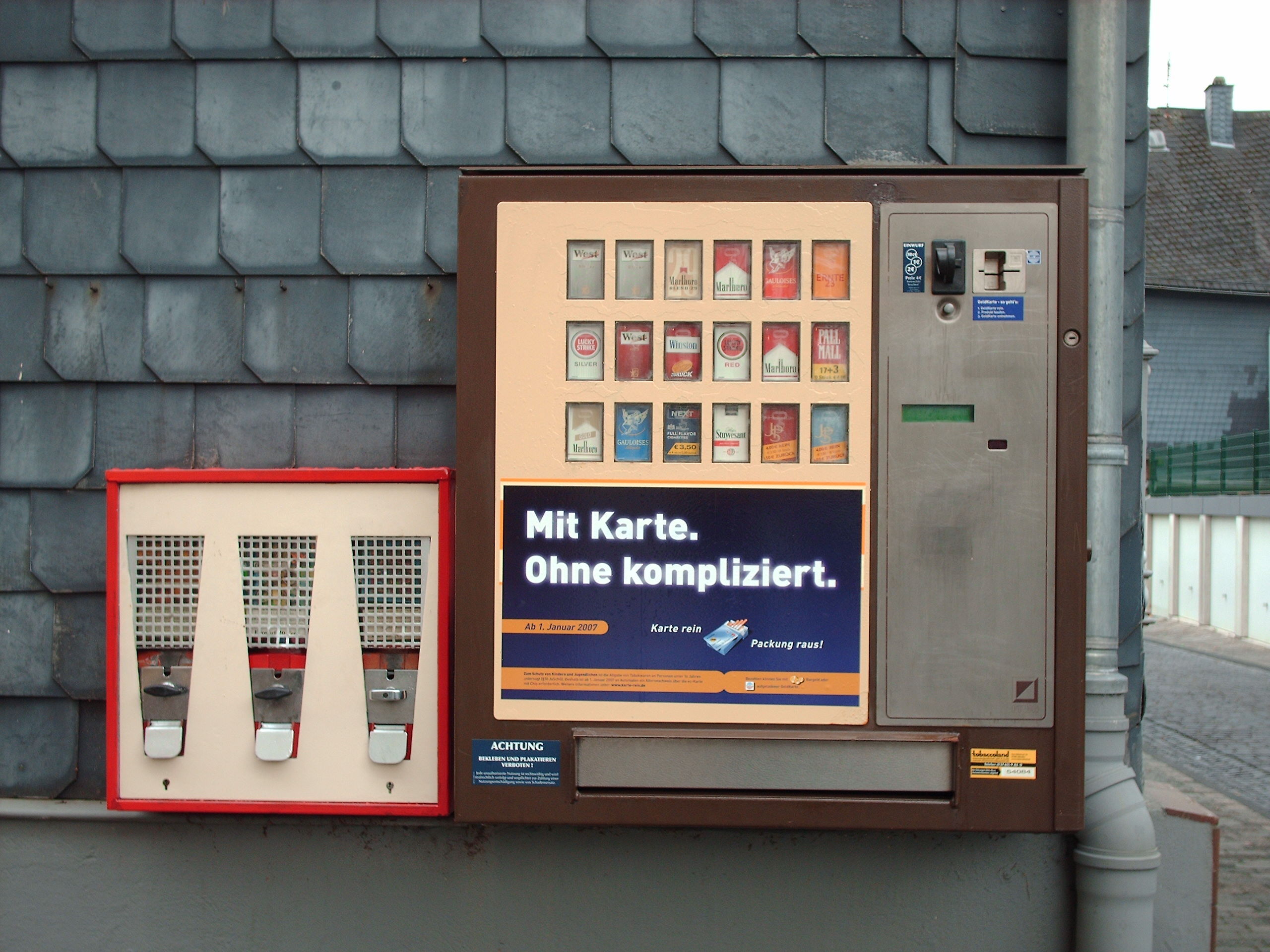
Un distributeur fonctionnant avec ce dispositif de paiement

Geldkarte est un système de porte-monnaie électronique utilisant une carte à puce. Geldkarte est principalement présent en Allemagne. Sa particularité est de servir à la certification de l'âge des clients des distributeurs automatiques de cigarettes.
Le système a vu le jour à Ravensbourg en 1996 et sera le modèle de la carte française Moneo.